# Aeroporto di Gerba-Zarzis
L'Aeroporto di Gerba-Zarzis, designazione originale in francese Aéroport international de Djerba-Zarzis, in arabo مطار جربة جرجيس الدولي‎?, è un aeroporto situato sull'isola di Gerba in Tunisia.

## Incidenti
- Il 6 agosto 2005 il volo 1153 della Tuninter, un ATR 72 partito da Bari e diretto a Gerba cadde nel Mar Mediterraneo a circa 18 miglia dalla città di Palermo. Sedici dei trentanove passeggeri morirono. La causa dell'incidente fu l'uso degli indicatori del carburante del più piccolo ATR 42.[5]